# KAI BAND ROLLING BIRTHDAY 60 2013.4.7 at TOKYO DOME CITY HALL
KAI BAND ROLLING BIRTHDAY 60 2013.4.7 at TOKYO DOME CITY HALLは、2013年9月25日に発売された甲斐バンドの映像作品。LIVE DVD2枚組。

## 概要
2013年4月7日、甲斐よしひろの60歳の誕生日にTOKYO DOME CITY HALLにて甲斐バンドとして開催されたバースデイライブ『ROLLING BIRTHDAY 60』の模様を収録。当日は、土屋公平・上綱克彦・押尾コータロー等のゲストが参加した。
本作は、DVD化前にWOWOWで放送されたものに、ライブオープニングでスクリーンに放映された各界の著名人17人から寄せられたお祝いコメントが追加編集され、ニュー・ミックスのサウンドと合わせ、現場の興奮をよりリアルに伝えるディレクターズ・カット版となっている。さらに特典映像としてリハーサル風景やゲスト・ミュージシャンのコメントなどを収めた26分のドキュメント映像、24ページの豪華ブックレットも封入されている。

## 収録内容
Disc.1
1. 翼あるもの
2. 感触（タッチ）
3. きんぽうげ
4. ビューティフル・エネルギー
5. テレフォン・ノイローゼ
6. カーテン
7. 東京の一夜
8. 裏切りの街角
9. ナイト・ウェイブ
10. BLUE LETTER
11. 青い瞳のステラ、1962年夏…
12. 破れたハートを売り物に
13. 特効薬
14. 安奈-2012-
15. ボーイッシュ・ガール
16. 氷のくちびる
17. ポップコーンをほおばって
18. 漂泊者（アウトロー）
19. HERO（ヒーローになる時、それは今）
20. 港からやってきた女

Disc.2
1. 嵐の季節
2. 冷血（コールド・ブラッド）
3. ダニーボーイに耳をふさいで
4. 100万$ナイト

★DOCUMENTARY FILM "A DAY IN 60 ROLLINGS"（※リハーサル風景・ゲストコメントを収録）